# Праздники Туркменистана
Праздники Туркменистана
Список праздников, официально отмечаемых в Туркменистане.
| Дата                         | Название                                                              | Статус                         |
| ---------------------------- | --------------------------------------------------------------------- | ------------------------------ |
| 1 января                     | Новый год                                                             | выходной                       |
| 27 января                    | День защитников Отечества                                             | без предоставления дней отдыха |
| 18 февраля                   | День дипломатических работников Туркменистана                         | без предоставления дней отдыха |
| 7 марта                      | День работников комплекса транспорта и связи                          | без предоставления дней отдыха |
| 8 марта                      | Международный женский день                                            | выходной                       |
| 21—23 марта                  | Национальный праздник весны (Новруз)                                  | выходной                       |
| 31 марта                     | День работников химической промышленности                             | без предоставления дней отдыха |
| 7 апреля                     | Всемирный день здоровья                                               | без предоставления дней отдыха |
| 17 апреля                    | День работников органов миграции Туркменистана                        | без предоставления дней отдыха |
| Последнее воскресенье апреля | Праздник туркменского скакуна                                         | без предоставления дней отдыха |
| 9 мая                        | День Победы в Великой Отечественной войне 1941-1945 годов             | без предоставления дней отдыха |
| 18 мая                       | День Конституции Туркменистана и Государственного флага Туркменистана | выходной                       |
| 25 мая                       | День города Ашхабада                                                  | без предоставления дней отдыха |
| 29 мая                       | День работников органов внутренних дел Туркменистана                  | без предоставления дней отдыха |
| Последнее воскресенье мая    | Праздник туркменского ковра                                           | без предоставления дней отдыха |
| 1 июня                       | Международный день защиты детей                                       | без предоставления дней отдыха |
| 5 июня                       | Всемирный день охраны окружающей среды                                | без предоставления дней отдыха |
| Первое воскресенье июня      | День работников текстильной промышленности                            | без предоставления дней отдыха |
| 12 июня                      | День науки                                                            | без предоставления дней отдыха |
| 18 июня                      | День работников органов юстиции Туркменистана                         | без предоставления дней отдыха |
| 26 июня                      | День работников органов прокуратуры Туркменистана                     | без предоставления дней отдыха |
| 27 июня                      | День работников культуры и искусства                                  | без предоставления дней отдыха |
| 5 июля                       | День работников судебных органов Туркменистана                        | без предоставления дней отдыха |
| 21 июля                      | День работников здравоохранения и медицинской промышленности          | без предоставления дней отдыха |
| Второе воскресенье августа   | День туркменской дыни                                                 | без предоставления дней отдыха |
| 11 августа                   | День пограничников                                                    | без предоставления дней отдыха |
| 1 сентября                   | День знаний и студенческой молодёжи                                   | без предоставления дней отдыха |
| Вторая суббота сентября      | День работников энергетической промышленности                         | без предоставления дней отдыха |
| 27 сентября                  | День независимости Туркменистана (до 2018 года отмечался 27 октября)  | выходной                       |
| 30 сентября                  | День работников органов национальной безопасности Туркменистана       | без предоставления дней отдыха |
| 1 октября                    | Международный день пожилых людей                                      | без предоставления дней отдыха |
| 6 октября                    | День памяти (траур по жертвам Ашхабадского землетрясения 1948 года)   | выходной                       |
| 9 октября                    | День военно-морских сил Туркменистана                                 | без предоставления дней отдыха |
| 4 ноября                     | День работников таможенных органов Туркменистана                      | без предоставления дней отдыха |
| Второе воскресенье ноября    | Праздник урожая                                                       | без предоставления дней отдыха |
| 12 декабря                   | День нейтралитета Туркменистана                                       | выходной                       |
| 14 декабря                   | День работников нефтегазовой промышленности и геологии                | без предоставления дней отдыха |
| 21 декабря                   | День памяти первого президента Туркменистана С. А. Ниязова            | без предоставления дней отдыха |

- Дата праздника Курбан-байрам ежегодно определяется Указом президента Туркменистана.
- Дата праздника Ураза-байрам ежегодно определяется Указом президента Туркменистана.